# Calymmochilus delphinus
Calymmochilus delphinus är en stekelart som beskrevs av Askew 2004. Calymmochilus delphinus ingår i släktet Calymmochilus och familjen hoppglanssteklar.
Artens utbredningsområde är Spanien. Inga underarter finns listade.